# Alfred Bloch
Pour les articles homonymes, voir Bloch.
Alfred Bloch, né le 22 février 1878 à Anvers et mort le 20 juin 1902 à Paris, est un footballeur français.

## Carrière
Alfred Bloch joue au poste de milieu de terrain au Club français, remportant notamment la Coupe Manier 1900.
Il dispute le tournoi de football aux Jeux olympiques de 1900 à Paris avec l'équipe de France olympique USFSA, remportant la médaille d'argent.
Il meurt d'une méningite à Paris à l'âge de 24 ans et est inhumé à Anvers.

## Palmarès
- Médaille d'argent aux Jeux olympiques de 1900 avec l'équipe de France olympique USFSA
- Vainqueur de la Coupe Manier 1900 avec le Club français